# ألفريدو باديلا
ألفريدو باديلا (بالإسبانية: Alfredo Padilla)‏ هو لاعب كرة قدم كولومبي في مركز الهجوم، ولد في 29 يوليو 1989 في بارانكيا في كولومبيا. لعب مع أتلتيكو جونيور وأتليتيكو هويلا.

## وصلات خارجية
- ألفريدو باديلا على موقع قاعدة بيانات كرة القدم.إي يو (الإنجليزية)
- ألفريدو باديلا على موقع Soccerway.com (الإنجليزية)